# Cannon Fodder
Cannon Fodder är ett datorspel utvecklat av Sensible Software, en mix av realtidsstrategi- och actionspel. Den första versionen av spelet släpptes till Amiga 1993 men konverterades senare till många andra format som Atari Jaguar, 3DO, Amiga CD32, Acorn Archimedes, Atari ST, MS-DOS, Mega Drive, SNES och år 2000 även till Game Boy Color. Spelet hade många humoristiska inslag, speciellt Amiga-versionen som hade den humoristiska titelsången med sång. Cannon Fodder anses vara ett mycket svårt spel.

## Kritiskt mottagande av sin samtid
Spelet kritiserades av media för att vara för våldsamt och glorifiera krig. Även om våldet med dagens mått inte är så påtagligt så finns det ändå inslag som är märkbara. Att spelet glorifierar krig var ett av spelutvecklarnas svarta ironiska humorelement, till exempel titelsången med sångtexten "War has never been so much fun" eller kön med rekryterande soldater som skriver upp sig intill en kulle fylld med gravstenar, där varje gravsten är en av spelarens döda spelfigurer, med namn och grad, som tidigare blivit rekryterade.